# Parallèles (série télévisée)
Pour les articles homonymes, voir Parallèle.
Parallèles (stylisé en Para//èles) est une série télévisée de science-fiction française en six épisodes d'environ 37 minutes, créée par Quoc Dang Tran et diffusée le 23 mars 2022 sur la plateforme Disney+.

## Synopsis
Quatre amis se préparent à entrer au lycée, Bilal, Romane et les frères, Sam et Victor, vivent dans un village calme dans les montagnes jusqu'au jour où un mystérieux événement, apparemment lié à un accélérateur de particules situé dans un centre de recherche proche où travaille Sofia, la mère de Bilal, bouleverse leurs vies. En un instant, l'Univers ignore ses propres lois et le présent, le futur, et les multivers se mélangent, séparant les jeunes et les envoyant dans des mondes parallèles : Romane et Victor dans une réalité où Bilal et Sam ont inexplicablement disparu, et Sam et Bilal (qui a maintenant 15 ans de plus) dans une autre où ce sont Romane et Victor qui se sont évaporés. Ils essayent alors de comprendre ce qui s'est passé, s'efforçant de se retrouver et de retourner dans le monde qu'ils connaissaient.

## Distribution
- Thomas Chomel : Samuel « Sam » Deslandes
- Omar Mebrouk : Bilal Belkebirs, 30 ans
  - Timoté Rigault : Bilal, 14 ans
- Naidra Ayadi : Sofia Belkebirs
- Jules Houplain : Victor Deslandes, 17 ans
  - Maxime Bergeron : Victor, 13 ans
- Jade Pedri : Romane Berthauds, 17 ans
  - Victoria Eber : Romane, 14 ans
- Guillaume Labbé : le lieutenant Retz
- Romain Francisco : Laurent
- Gil Alma : Arnaud Deslandes
- Elise Diamant : Alice Deslandes
- Dimitri Storoge : Hervé Berthaud
- Agnès Miguras : Vanessa Berthaud
- Anastasia Ait Zakhar : Camille Berthaud, 6 ans
- Marie-Lou Gomes : Camille, 10 ans
- Vincent Debost : Alban Koch
- Lou Amara : Constance
- Aurélien Gerhards : Enzo, élève d'internat
- Joao-Philippe Oshoffa : Hugo, 8 ans

## Production

### Développement
Parallèles est une série télévisée créée, en 2021, par Quoc Dang Tran, qui signe également le scénario avec Anastasia Heinzl.

« J’ai eu l’idée de ce projet il y a dix ans. À l’époque, j’étais un scénariste junior et il n’y avait aucun espace pour la science-fiction pour adolescents. Je considère que Parallèles est pionnière dans son genre dans le paysage français. »

— Quoc Dang Tran
Elle est produite par Raphaël Rocher et Eric Laroche pour la société Empreinte Digitale, en association avec Quoc Dang Tran avec sa propre société Daïmôn Films, pour la Walt Disney Company. La réalisation est confiée à Benjamin Rocher et Jean-Baptiste Saurel.
Le créateur, Quoc Dang Tran, assure, à la mi-mars 2022, que la seconde saison n'aura pas lieu.

### Tournage
Le tournage a lieu en Savoie, à Chambéry pendant cinq mois, au Fort de Tamié et au Bourget-du-Lac pour l'université Savoie-Mont-Blanc, ainsi qu'en Isère, aux alentours de Grenoble, dont Chirens pour le collège des Collines.
Le 5 avril 2021, le tournage a été suspendu par la Préfecture de Savoie, en raison du non-respect des mesures sanitaires liés à la pandémie de Covid-19 à Chambéry.

### Fiche technique
Sauf indication contraire ou complémentaire, les informations mentionnées dans cette section proviennent du générique de fin de l'œuvre audiovisuelle présentée ici.
- Titre original : Parallèles
- Création : Quoc Dang Tran
- Réalisation : Benjamin Rocher et Jean-Baptiste Saurel
- Scénario : Quoc Dang Tran et Anastasia Heinzl
- Musique : François Liétout
- Casting : Amélie Lagrange
- Décors : Denis Seiglan
- Costumes : Sandrine Bernard
- Photographie : Anthony Diaz
- Son : Aymeric Dévoldère, Gautier Isern et Nicolas Mas
- Montage : Dimitri Amar, Olivier Galliano, Béatrice Hermine, Dorian Tabone, Flora Volpelière et Benjamin Weill
- Production : Quoc Dang Tran, Éric Laroche et Raphaël Rocher
  - Production exécutive : Richard Allieu
- Sociétés de production : Daïmôn Films et Empreinte Digitale
- Société de distribution : Disney+
- Pays de production :  France
- Langue originale : français
- Format : couleur
- Genre : drame, fantastique, mystère, science-fiction
- Nombre de saisons : 1
- Nombre d'épisodes : 6
- Durée : 33 à 41 minutes
- Date de première diffusion : 23 mars 2022 sur Disney+
- Classification :
  - France : à partir de 12 ans

## Festival et diffusion internationale
Les deux premiers épisodes de Parallèles sont présentés, en avant-première mondiale, dans l'après-midi du 20 mars 2022, au Festival Séries Mania, trois jours avant la diffusion intégrale sur Disney+.

## Épisodes
1. Le monde dans ta face
2. Contre toute attente
3. Le Temps perdu
4. Innocence révolue
5. Un plan simple
6. H-4

## Accueil

### Accueil critique
Le site Allociné lui attribue une note moyenne de 3.9⁄5 pour  595 notes, dont 73 critiques, tandis que la presse lui attribue une note moyenne de 3.7⁄5 pour 11 critiques.
Lors du Festival Séries Mania, Charles Martin, du magazine Première, avoue « une jolie série de science-fiction aboutie ».
Pour Stéphanie Guerrin, du journal Le Parisien, qui donne 4⁄5 et assure qu'il n'y a « pas besoin de se faire des nœuds au cerveau pour être captivé par Parallèles, il suffit de se laisser emporter par les personnages très réussis et remarquablement interprétés ». Mathieu Faure, de Nice-Matin, souligne « un pari audacieux, mais très réussi » et Caroline Veunac, du magazine Télérama, « une série de science-fiction gentille, mais jamais gentillette ».